# Lijst van voetbalinterlands Joegoslavië - Litouwen
Deze lijst van voetbalinterlands is een overzicht van alle officiële voetbalwedstrijden tussen de nationale teams van Joegoslavië en Litouwen. De landen speelden een keer tegen elkaar: een vriendschappelijke wedstrijd op 17 april 2002 in Smederevo.

## Wedstrijden
| № | Plaats    | Datum         | Competitie        | Wedstrijd              | Uitslag |
| - | --------- | ------------- | ----------------- | ---------------------- | ------- |
| 1 | Smederevo | 17 april 2002 | Vriendschappelijk | Joegoslavië – Litouwen | 4 – 1   |

## Samenvatting
| Competitie        | Totaal gespeeld | Winst Joegoslavië | Gelijk | Winst Litouwen | Doelsaldo Joegoslavië – Litouwen |
| ----------------- | --------------- | ----------------- | ------ | -------------- | -------------------------------- |
| Vriendschappelijk | 1               | 1                 | 0      | 0              | 4 − 1                            |
| Totaal            | 1               | 1                 | 0      | 0              | 4 − 1                            |